# Ozarba adducta
Ozarba adducta là một loài bướm đêm trong họ Noctuidae.